# 904

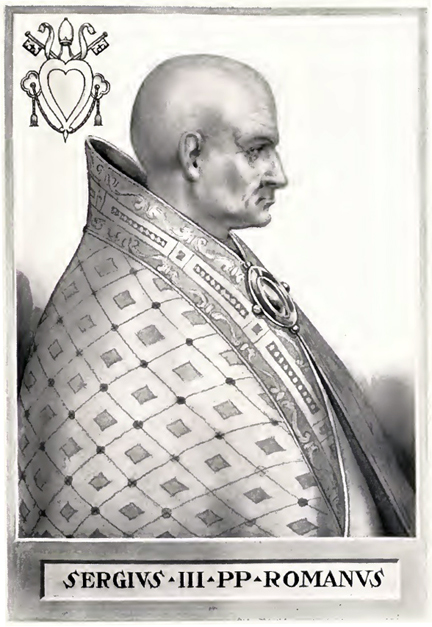
Paus Sergius III (ca. 860 - 911)

Het jaar 904 is het 4e jaar in de 10e eeuw volgens de christelijke jaartelling.

## Gebeurtenissen

### Byzantijnse Rijk
- Zomer - Een Arabische piratenvloot vaart langs de Egeïsche kust en voert een aanval uit op Thessaloniki – na Constantinopel de grootste en rijkste stad van het Byzantijnse Rijk. Na drie dagen, wordt de vestingstad door de Saracenen veroverd en gedurende een week geplunderd. Ze slachtten talloze bewoners af en deporteren ruim 20.000 mannen, vrouwen en kinderen in slavernij.[1]
- Keizer Leo VI ("de Wijze") wordt gedwongen een vredesverdrag te sluiten met Simeon I, heerser (knjaz) van het Bulgaarse Rijk. Hierbij worden Macedonië, delen van Albanië en Noord-Griekenland bij dat rijk ingelijfd. Alle Slavische stammen op de Balkan worden onder de scepter van Simeon verenigd.

### Schotland
- Koning Constantijn II verslaat een invasieleger van de Vikingen in de omgeving van Scone. Hierdoor worden de plunder- en veroveringstochten minder in Schotland.

### Arabische Rijk
- De Ismaïlieten, een politieke moslimbeweging, veroveren Sétif (huidige Algerije) op de Aghlabiden. Hierbij wordt de stadsmuur en een groot deel van de stad verwoest.

### China
- Herfst - Keizer Zhao Zong (Li Jie) wordt vermoord door Chinese opstandelingen onder leiding van Zhu Wen. Hij verwoest de hoofdstad Chang'an en laat bijna alle zonen van Zhao Zong vermoorden. De 13-jarige Li Zhu wordt geïnstalleerd als marionetten-keizer van het Chinese Keizerrijk.

## Religie
- Voorjaar - Tegenpaus Christoforus wordt (na een pontificaat van slechts 3 maanden) afgezet door zijn opvolger Sergius III. Hij wordt in Rome geïnstalleerd als de 119e paus van de Katholieke Kerk. Begin van de periode die wordt omschreven als een pornocratie.

## Geboren
- Ethelweard, koning van Engeland (overleden 924)

## Overleden
- Christoforus, tegenpaus van de Katholieke Kerk
- Leo V, paus van de Katholieke Kerk
- Merfyn ap Rhodri, koning van Powys (Wales)
- Zhao Zong (37), keizer van het Chinese Keizerrijk